# Arytinnis fortunata
Arytinnis fortunata är en insektsart som beskrevs av Percy 2003. Arytinnis fortunata ingår i släktet Arytinnis och familjen rundbladloppor. Inga underarter finns listade i Catalogue of Life.